# HD 53143
HD 53143 je hvězda hlavní posloupnosti (oranžový trpaslík), nacházející se přibližně 60 světelných let od Slunce. Na obloze ji lze nalézt v souhvězdí Lodního kýlu. Hvězda je o něco menší než Slunce a její stáří je asi 1 miliarda let. Na snímcích z Hubblova vesmírného dalekohledu byl kolem hvězdy nalezen široký cirkumstelární disk, který by mohl být podobného složení jako Kuiperův pás ve sluneční soustavě.